# Punktewertung (Giro d’Italia)

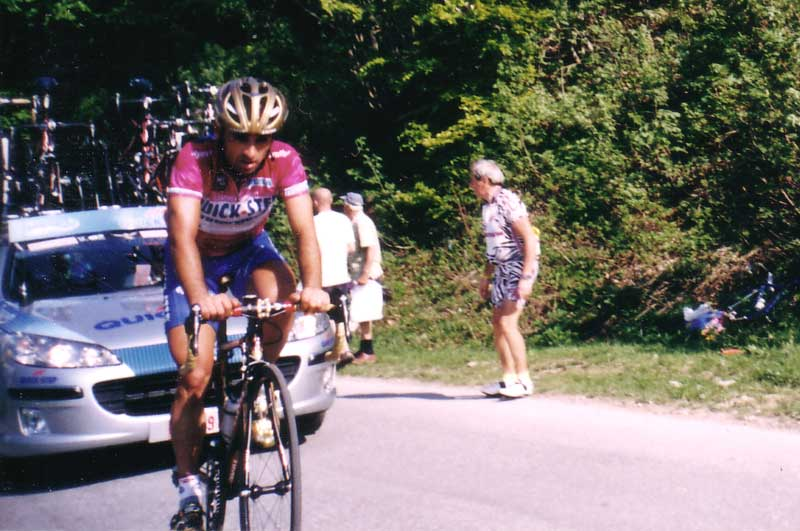
Paolo Bettini mit dem Maglia Ciclamino beim Giro d’Italia 2005

Maglia ciclamino

Maglia rossa

Die Punktewertung des Giro d’Italia wird seit 1966 ausgetragen. Es gewinnt der Fahrer, der die meisten Punkte während aller Etappen sammelt. Die Punkte werden für die Platzierung im Ziel sowie bei Zwischensprints während der Etappe vergeben.
Zum ersten Mal wurde beim Giro d’Italia 1967 ein rotes Führungstrikot für die bereits 1966 eingeführte Punktewertung verwendet. Von 1970 bis 2009 wurde der Führende in der Punktewertung mit dem Maglia Ciclamino (it., dt.: zyklam- bzw. alpenveilchenrotes Trikot) ausgezeichnet. Im Jahr 2010 kehrten die Organisatoren wieder zu einem kräftigeren Rotton zurück, der sich stärker vom Trikot des Führenden in der Gesamtwertung, dem Maglia Rosa, abgrenzt und Maglia Rossa (dt. rotes Trikot, 2010 und 2011: Maglia Rosso Passione, dt. wörtlich: „Trikot der roten Leidenschaft“, sinngemäß: „Trikot der Leidenschaft des Herzens“) genannt wurde. Zum Giro d’Italia 2017 kehrten die Organisatoren zum Maglia Ciclamino zurück.
Der erste Sieger des Punktewertung des Giro d’Italia war der Italiener Gianni Motta. Die beiden Italiener Giuseppe Saronni und Francesco Moser gewannen die Wertung jeweils viermal und damit am häufigsten.

## Palmarès
- 1966  Gianni Motta
- 1967  Dino Zandegù
- 1968  Eddy Merckx
- 1969  Franco Bitossi
- 1970  Franco Bitossi
- 1971  Marino Basso
- 1972  Roger De Vlaeminck
- 1973  Eddy Merckx
- 1974  Roger De Vlaeminck
- 1975  Roger De Vlaeminck
- 1976  Francesco Moser
- 1977  Francesco Moser
- 1978  Francesco Moser
- 1979  Giuseppe Saronni
- 1980  Giuseppe Saronni
- 1981  Giuseppe Saronni
- 1982  Francesco Moser
- 1983  Giuseppe Saronni
- 1984  Urs Freuler
- 1985  Johan van der Velde
- 1986  Guido Bontempi
- 1987  Johan van der Velde
- 1988  Johan van der Velde
- 1989  Giovanni Fidanza
- 1990  Gianni Bugno
- 1991  Claudio Chiappucci
- 1992  Mario Cipollini
- 1993  Adriano Baffi
- 1994  Dschamolidin Abduschaparow
- 1995  Tony Rominger
- 1996  Fabrizio Guidi
- 1997  Mario Cipollini
- 1998  Mariano Piccoli
- 1999  Laurent Jalabert
- 2000  Dimitri Konyschew
- 2001  Massimo Strazzer
- 2002  Mario Cipollini
- 2003  Gilberto Simoni
- 2004  Alessandro Petacchi
- 2005  Paolo Bettini
- 2006  Paolo Bettini
- 2007  Danilo Di Luca
- 2008  Daniele Bennati
- 2009  Denis Menschow
- 2010  Cadel Evans
- 2011  Michele Scarponi
- 2012  Joaquim Rodríguez
- 2013  Mark Cavendish
- 2014  Nacer Bouhanni
- 2015  Giacomo Nizzolo
- 2016  Giacomo Nizzolo
- 2017  Fernando Gaviria
- 2018  Elia Viviani
- 2019  Pascal Ackermann
- 2020  Arnaud Démare
- 2021  Peter Sagan
- 2022  Arnaud Démare
- 2023  Jonathan Milan
- 2024  Jonathan Milan
- 2025  Mads Pedersen